# Yu Song (judoczka)
Yu Song (chiń. 于颂; ur. 6 sierpnia 1986) – chińska judoczka. Brązowa medalistka olimpijska z Río de Janeiro 2016, w wadze ciężkiej.
Mistrzyni świata w 2015 i 2017. Uczestniczka zawodów w 2010. Startowała w Pucharze Świata w 2006, 2010–2012, 2015, 2016 i 2019. Triumfatorka mistrzostw Azji w 2015; medalistka w 2005. Druga na uniwersjadzie w 2013 roku.

## Letnie Igrzyska Olimpijskie 2016
| Konkurencja | Eliminacje            | Eliminacje          | Finały                | Finały                | Klas. końcowa |
| Konkurencja | Przeciwnik I          | Przeciwnik II       | Półfinał              | o 3 miejsce           | Miejsce       |
| ----------- | --------------------- | ------------------- | --------------------- | --------------------- | ------------- |
| 78 kg       | Sonia Asselah (ALG) Z | Kayra Sayıt (TUR) Z | Emilie Andéol (FRA) P | Kim Min-jeong (KOR) Z | 3.            |